# 貝塞爾鎮區 (密蘇里州謝爾比縣)
貝塞爾鎮區（英語：Bethel Township）是位於美國密蘇里州謝爾比縣的一個行政鎮區。

## 地方資料
貝塞爾鎮區的面積為139.44平方千米，當中陸地面積為139.21平方千米，而水域面積為0.23平方千米。根據2020年美國人口普查的數據，當地共有人口627人，而人口密度為每平方千米4.5人。